# Hluboká
Hluboká är en ort i Tjeckien.   Den ligger i regionen Pardubice, i den centrala delen av landet, 120 km öster om huvudstaden Prag. Hluboká ligger 438 meter över havet och antalet invånare är 228.
Terrängen runt Hluboká är platt västerut, men österut är den kuperad. Runt Hluboká är det ganska glesbefolkat, med 43 invånare per kvadratkilometer. Närmaste större samhälle är Skuteč, 5,4 km väster om Hluboká. I omgivningarna runt Hluboká växer i huvudsak blandskog.